# Pappo's Blues Volumen 2
Pappo's Blues Volumen 2 es el segundo álbum de estudio del grupo de rock argentino Pappo's Blues, lanzado en noviembre de 1972 por el sello Music Hall.
En el año 2007 la revista Rolling Stone de Argentina lo ubicó en el puesto 11.º de su lista de los 100 mejores álbumes del rock argentino, y luego subió al puesto 8.º en la versión actualizada de la lista en 2013.

## Grabación y lanzamiento
Tras el lanzamiento del álbum de estudio Pappo's Blues, Black Amaya se sumó como baterista de Pescado Rabioso, mientras que David Lebón se sumó a Color Humano en el mismo rol. Sin alineación definitiva, para la grabación de segundo álbum Pappo convocó a Luis Gambolini (baterista de Billy Bond y La Pesada del Rock and Roll) y al bajista Carlos Pignatta, que venía de tocar en el grupo musical paranaense Los Brujos. 
Aun así, Black Amaya participaría en algunas canciones del álbum en batería.
La tapa del disco fue confiada a Juan Gatti, artista gráfico que trabajó diseñando portadas en Argentina y España.

## Recepción
En Pappo's Blues Vol. 1, el guitarrista ya había establecido el formato, adaptando el esquema de powertrío inaugurado por Cream y Jimi Hendrix Experience -mezcla de blues y psicodelia- a una sensibilidad urbana que se integraba con naturalidad al rock nacional de comienzos de los 70. Pero luego de un viaje a Inglaterra, donde conoció a "Bonzo" Bonham y "Lemmy" Kilmister, Pappo regresó para ponerle el moño al género que él mismo había creado. En este Vol. 2 todo es perfecto, desde la portada con el dibujo naif de Juan O. Gatti hasta la foto interior con su estampa de guitar hero porteño, la Gibson SG conectada a un Robertone y un único crédito: "Compositor, autor, dirección orquestal e intérprete: Pappo". En el comienzo, un solo de batería de Luis Gambolini introduce «El tren de las 16», en que Pappo convierte la simple estructura de un blues de 12 compases en una canción inolvidable, con un recurso simple: la letra continúa a lo largo de dos estrofas, lo que extiende la "vuelta" armónica del tema a 24 compases. Hay riffs memorables «Tema I9 (-que bajo el nombre «Castillo de Piedra» había aparecido en Spinettalandia-), «Pobre Juan», «Insoluble» con muestras de su genial ingenuidad lírica ("ese monstruoso,que caminando va/ no se da cuenta de que no tiene lugar/ y con el tiempo desaparecerá") y solos improvisados que son libros de texto para generaciones de guitarristas. «Desconfío» se convertiría en el standard del género en Argentina.
Nota de la Rolling Stone de los 100 mejores discos del rock nacional.

## Lista de canciones
* Todas las canciones fueron compuestas por Norberto "Pappo" Napolitano.

Lado 1
1. «El tren de las 16» - 02:40
2. «Llegará la paz» - 03:33
3. «Insoluble» - 03:56
4. «Tema I» - 02:50
5. «Desconfío» - 02:48

Lado 2
1. «Pobre Juan» - 03:31
2. «Blues de Santa Fe» - 04:38
3. «Tumba (Cementerio)» - 07:03

## Músicos
- Pappo: Voz, guitarra y piano
- Carlos Pignatta: Bajo
- Luis Gambolini: Batería
- Black Amaya: Batería